# Я маю право!

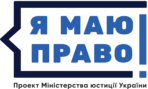
Емблема проєкту

Загальнонаціональний правопросвітницький проєкт «Я МАЮ ПРАВО!». Мета проєкту — підвищити рівень обізнаності громадян про їх права та механізми їх реалізації та захисту, підвищити юридичну грамотність українців, сформувати правову культуру та правову свідомість у суспільстві, популяризувати правові способи вирішення проблем людей в Україні.
Проєкт реалізується з червня 2017 року Міністерством юстиції України у співпраці з системою безоплатної правової допомоги, територіальними органами юстиції, а також за сприяння усіх органів виконавчої влади, місцевого самоврядування та за підтримки програми USAID «Нове правосуддя», Міжнародного фонду «Відродження», інших міжнародних партнерів.
Проєкт інформує громадян про їхні права та навчає, як ці права захищати. Одним з його ключових елементів є надання безоплатної правової допомоги — дієвого та ефективного механізму захисту прав кожного громадянина.

## Історія
2017 року міністр юстиції Павло Петренко виступив з ініціативою впровадити в усіх регіонах великий соціальний проєкт «Я МАЮ ПРАВО!».
7 червня 2017 року в Кабінеті Міністрів України проєкт презентували Павло Петренко та виконувач обов'язків адміністратора Агентства США з міжнародного розвитку (USAID) Уейд Воррен.
13 вересня 2017 року розпорядженням Кабінету Міністрів України № 638-р проєкту було надано статус національного.
10 листопада 2017 року Проєкт презентували на засіданні Національної ради реформ. Національна рада реформ більшістю голосів схвалила Стратегію інформування громадян України про гарантовані їм Конституцією та законами України права на період до 2019 року, яка реалізовуватиметься в межах проєкту «Я МАЮ ПРАВО!». Вказана Стратегія затверджена розпорядженням Кабінету Міністрів України від 20 грудня 2017 року № 1012.
14 листопада Указом Президента № 361/2017 2018 рік оголошено Роком реалізації проєкту «Я МАЮ ПРАВО!», проєкт взято під патронат Президента України Петра Порошенка.
17 липня 2019 року на засіданні Кабінету Міністрів України було прийнято розпорядження  «Про реалізацію правопросвітницького проєкту „Я маю право!“ у 2020—2022 роках». Уряд підтримав ініціативу Міністерства юстиції продовжити реалізацію проєкту на строк до 2022 року.

## Мета
Підвищити рівень правової культури та правової свідомості громадян, а також сприяти розвитку доступу до правосуддя. Проєкт реалізується задля того, щоб більше громадян знали свої права, користувалися ними та вдавалися до правових способів захисту прав. У межах проєкту громадянам даються чіткі й зрозумілі поради, як діяти, коли їхні права порушують.

## Ціль
Інформування громадян про можливості використання та захисту своїх прав у повсякденному житті.

## Цільова аудиторія
Усі фізичні особи та громади на території України.

## Напрями проєкту
Залежно від актуальних правових потреб суспільства, в межах проєкту визначаються соціально значимі блоки захисту прав громадян, відповідно до яких проводяться інформаційно-просвітницькі кампанії по всій території України.
На 2017—2018 роки основними напрямками реалізації Проєкту визначено:
1. Захист прав дітей та жінок: аліменти, протидія насильству — #ЧужихДітейНеБуває[4], #СтопНасильство, #ВідповідальнеБатьківство;
2. Захист прав аграріїв — #АгрорейдериСтоп;
3. Захист прав підприємців — #МаскиШоуСтоп;
4. Протидія корупції у вищих навчальних закладах — #ХабарЗаНавчанняСтоп;
5. Порядок вирішення суперечки;
6. Порядок оформлення субсидій;
7. Виконання рішення суду.

В 2019 році пріоритетними напрямками реалізації Проєкту є такі:
#ЧеснаПлатіжка: впровадження механізмів установлення справедливих цін на тепло і гарячу воду;
#ЯМаюПравоГолосу: підвищення рівня правової обізнаності громадян щодо їх виборчих прав;
#ЧужихДітейНеБуває: захист прав дітей та посилення відповідальності батьків, які ухиляються від сплати аліментів;
#СтопБулінг: формування нульової толерантності до випадків цькування в суспільстві та інформування про можливі механізми реагування на випадки булінгу та захисту постраждалих;
#ВідповідальнеБатьківство: ініціатива Уряду, спрямована на те, щоб українські діти стали більш захищеними, а батьки — відповідальними;
#СтопНасильство: захист жінок та дітей від домашнього насильства;
Захист права на безпечне довкілля;
Захист прав споживачів;
Протидія дискримінації.

## Робота в межах проєкту
Проведення інформаційно-просвітницьких кампаній відбувається на двох рівнях:
1. По всій території України — згідно з визначеними блоками.
2. На регіональних рівнях — відповідно до потреб регіону.

## Важливі елементи проєкту

##### І. Реагування.
- Створення міжвідомчих правозахисних штабів для реагування на порушення прав громадян.
- Створення системи моніторингу для ефективного періодичного розгляду ключових справ щодо порушення прав громадян.

##### ІІ. Превенція.
- Підтримка актуальних соціально значимих законодавчих ініціатив, спрямованих на захист прав громадян.
- Проведення правопросвітницьких кампаній задля подолання правового нігілізму та стимулювання правомірної поведінки.

## Досягнення проєкту
Загалом за час існування проєкту охоплено понад 15 млн громадян у 100 відсотків районів, міст обласного значення, у тому числі віддалені населені пункти.
Особливу увагу приділено вразливим категоріям населення, яким надавалася безоплатна правова допомога, поширювалися інформаційні матеріали з правових питань, проводилися правоосвітні заходи тощо.
Простежується динаміка зростання кількості звернень до Єдиного контакт-центру системи безоплатної правової допомоги, що свідчить про більшу обізнаність людей щодо можливості отримати безоплатну правову допомогу.
Досягнення у 2019 році:
Протягом шести з половиною місяців 2019 року територіальними управліннями юстиції та іншими органами юстиції залучено більше 5,5 тис. нових партнерів для реалізації основних кампаній Проєкту (громадські організації, органи місцевого самоврядування, органи державної влади тощо). Всього таких партнерів вже більше 27 тисяч по всій Україні.
Проведено 76 тис. правопросвітницьких заходів, в яких взяли участь 1 875 тис. громадян.
Проєкт «Я МАЮ ПРАВО!» увійшов в 30-ку фіналістів World Justice Challenge 2019. Це — міжнародний конкурс, спрямований на визнання передових практик та успішних рішень у сфері правосуддя, які сприяють утвердженню верховенства права. Фіналістів було відібрано серед 250 учасників з усього світу. Фінал конкурсу відбувся у м. Гаага, Королівство Нідерланди 2 травня 2019 року.
Досягнення у 2018 році:
У порівнянні з 2016—2017 роками зросла кількість осіб, які:
- вважають себе обізнаними про свої права — з 50 % до 60 %;
- знають про можливість отримати безоплатну правову допомогу та про установи БПД — в 1,5 рази;
- готові захищати свої права — на 8,4 %.

Крім того, у 2018 році:
- проведено 754 тис. правопросвітницьких заходів, що в десятки разів перевищує показники 2017 року;
- понад 2 млн людей відвідали заходи «Я МАЮ ПРАВО!» по всій Україні;
- збільшено кількість стратегічних партнерів проєкту «Я МАЮ ПРАВО!» з 16 до 41;
- спільно з «Go Global» започатковано інтерактивні правові уроки англійською мовою для учнів 40 шкіл з різних областей України;
- запущено телевізійну програму «Я МАЮ ПРАВО!», яка містить роз'яснення із найбільш затребуваних правових питань;
- у партнерстві з U-Report проведено опитування понад 20 тис. молодих людей віком від 14 до 34 років з метою вивчення правових потреб;
- проведено фестиваль «Я МАЮ ПРАВО!», присвячений захисту прав дитини.

Досягнення у 2017 році:
- У межах проєкту «Я МАЮ ПРАВО!» при обласних державних адміністраціях у всіх регіонах були створені антирейдерські аграрні штаби. За період функціонування на «гарячу лінію» оперативних штабів надійшло 583 дзвінки та розглянуто 465 звернень, з яких 120 стосувалися питань рейдерства.
- Мін'юстом розроблено Закон України «Про внесення змін до деяких законодавчих актів України щодо посилення захисту права дитини на належне утримання шляхом вдосконалення порядку примусового стягнення заборгованості зі сплати аліментів», який набув чинності 6 лютого 2018 року. #ЧужихДітейНеБуває
- Закон України «Про внесення змін до деяких законодавчих актів щодо забезпечення дотримання прав учасників кримінального провадження та інших осіб правоохоронними органами під час здійснення досудового розслідування» 16 листопада 2017 року прийнято Верховною Радою України та 04 січня 2018 року підписано Президентом України. #МаскиШоуСтоп
- Правопросвітницькі кампанії з прав людини в межах усіх областей України. Розміщуються соціальні відео- та аудіоролики, зовнішня реклама, розробляються та розповсюджуються серед населення, підприємств, установ, організацій, навчальних закладів інформаційні друковані та електронні матеріали на правову тематику відповідно до актуальних соціально значимих тем, спрямованих на захист прав громадян.
- Створено дистанційні пункти доступу до безоплатної правової допомоги. За отриманням консультацій та роз'яснень до них звернулися 86 284 особи.

## Слоган проєкту
Знаю! Дію! Захищаю!
Знаю свої права. Користуюсь ними і знаю, що треба робити, коли мої права порушують. Захищаю себе згідно з законами, а держава захищає мене і мої права.
Під таким слоганом Міністерство юстиції створило та реалізує проєкт «Я МАЮ ПРАВО!».

## Партнери
- USAID
- Міжнародний фонд «Відродження»
- Координаційний центр з надання безоплатної правової допомоги [Архівовано 29 листопада 2012 у Wayback Machine.]
- Міністерство освіти і науки України
- Міністерство соціальної політики України
- Міністерство аграрної політики та продовольства України
- Асоціація юридичних клінік України
- Мережа правового розвитку
- Мережа хабів громадянського суспільства